# چبورز پادبورز
چبورز پادبورز (به لاتین: Trzebórz-Podborze) یک سکونتگاه مسکونی در لهستان است که در Gmina Kozielice واقع شده‌است.